# نور الدالی
نور الدالی (عربی: نور الدالي؛ ۲۴ اکتبر ۱۹۲۸ – ۱۶ آوریل ۲۰۰۴) یک ورزشکار اهل مصر بود.
از باشگاه‌هایی که در آن بازی کرده‌است می‌توان به باشگاه ورزشی زمالک و تیم ملی فوتبال مصر اشاره کرد.
وی همچنین در تیم ملی فوتبال مصر بازی کرده است.